# Francisco Gil Castelo Branco

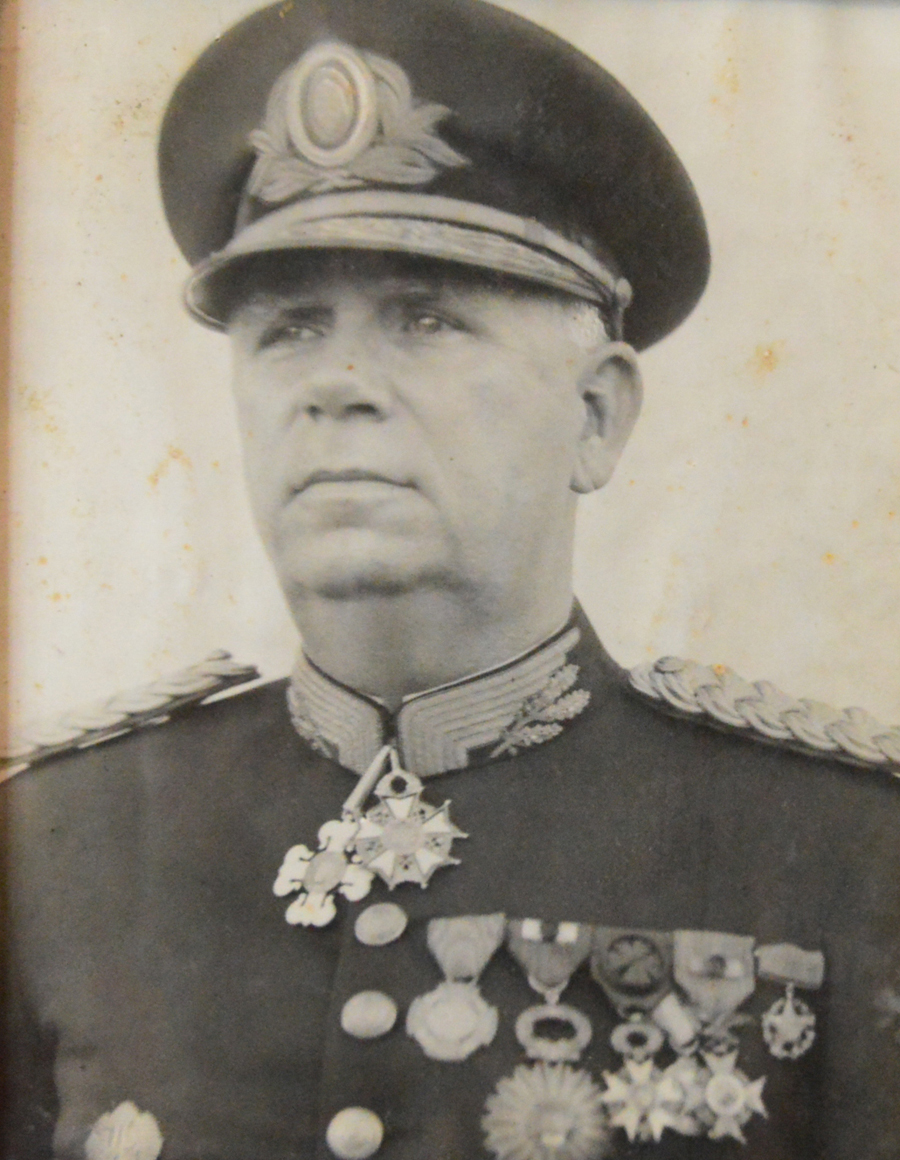
Francisco Gil Castelo Branco

Francisco Gil Castelo Branco (* 18. September 1886 in Rio de Janeiro; † 1. Juli 1956) war ein brasilianischer Marschall.

## Leben
Castelo Branco absolvierte eine Offiziersausbildung im Heer (Exército Brasileiro) der Streitkräfte (Forças Armadas do Brasil) und fand im Anschluss verschiedene Verwendungen als Offizier sowie Stabsoffizier. Er wurde am 15. August 1931 zum Oberstleutnant sowie am 6. September 1934 zum Oberst, wobei diese Beförderung auf dem 30. August 1934 zurückdatiert wurde. Nach seiner Beförderung zum Brigadegeneral am 13. Januar 1942 wurde er am 18. Mai 1942 Gouverneur sowie Kommandeur der Streitkräfte im Bundesterritorium von Fernando de Noronha im Atlantischen Ozean.
Danach fungierte Castelo Branco zwischen dem 3. März 1943 und dem 1. Juni 1945 als Kommandeur der 10. Militärregion (10.ª Região Militar) sowie vom 29. Oktober 1945 bis 31. Januar 1946 als Chef des Militärkabinetts von Staatspräsident José Linhares. Später war er vom 22. Februar 1946 bis zum 18. Juni 1948 Kommandeur der 7. Militärregion (7.ª Região Militar) und wurde als solcher am 27. Mai 1946 zum Generalmajor befördert. Er war vom 28. Januar 1949 bis zum 8. Oktober 1952 zuerst Mitglied des Obersten Militärtribunals (Superior Tribunal Militar) und im Anschluss zwischen dem 8. Oktober 1952 und seinem Tode am 1. Juli 1956 Präsident des Obersten Militärtribunals. Zuletzt erhielt er den Dienstgrad eines Marschalls (Marechal do Exército Brasileiro).

## Weblink
- Eintrag in Generals.dk